# 伊ノ沢市民スキー場
伊ノ沢市民スキー場（いのさわしみんスキーじょう）は、北海道旭川市にあるスキー場。

## 概要
旭川市内唯一の市民スキー場であり（かつては「嵐山市民スキー場」や「旭山市民スキー場」（現在の「旭山雪の村」）があったが、いずれも閉鎖）、初心者向けのスキー場となっている。「旭川振興公社」が管理運営している。

## 施設
索道
- ロープトゥ（2008年（平成20年）にリフトを撤去している[2]）

その他
- キッズランド
- 休憩施設（ロッジ）

## アクセス・駐車場
- 道北バス「伊ノ沢」バス停下車
- 北海道旅客鉄道（JR北海道）旭川駅から車で約20分
- 駐車場：約150台